# John Van Hamersveld
John Van Hamersveld (1941, Baltimore, Maryland) es un artista gráfico e ilustrador estadounidense conocido por su trabajo en el diseño de portadas para álbumes de rock y psicodelia durante la década de 1960. Entre las más de 300 portadas diseñadas destacan las de los álbumes Magical Mystery Tour de the Beatles, Crown of Creation de Jefferson Airplane, Exile on Main Street de the Rolling Stones y Hotter Than Hell de Kiss.

## Trayectoria profesional
En 1963 diseñó el cartel de la película The Endless Summer, convirtiendo una foto en un diseño abstracto reduciendo cada color a un solo tono y dándole a cada imagen un borde único y duro. Esta técnica la aprendió tras graduarse ese mismo año en el Art Center College of Design de Pasadena. Entre 1965 y 1968 estuvo al frente del equipo de diseño de Capitol Records, trabajando en portadas de álbumes como Magical Mystery Tour de The Beatles, Wild Honey de The Beach Boys. y Crown of Creation de Jefferson Airplane También realizó diseños de estilo psicodélico para su exhibición en el Pinnacle Shrine. Durante los años 70 realizó diseños de portadas como Exile on Main St. de The Rolling Stones, Volume 3: A Child's Guide to Good and Evil de the West Coast Pop Art Experimental Band, Vincebus Eruptum de Blue Cheer, Skeletons in the Closet de Grateful Dead, Hotter Than Hell de Kiss, Eat to the Beat de Blondie, Retro Hash de Asher Roth, Pat Garrett & Billy the Kid de Bob Dylan y Get Hurt de the Gaslight Anthem.
En 1984 fue el encargado de diseñar el cartel oficial de los Juegos Olímicos de Los Ángeles. Durante esta época también creó ilustraciones para las revistas Esquire, Rolling Stone y Billboard. En 1997 Van Hamersveld creó su propia línea de productos revisando su trabajo entre 1964 y 1974. En 2005 creó el cartel del concierto de reunión de la banda Cream en el Royal Albert Hall. En 2013 celebró sus 50 años de carrera profesional con la publicación del libro John Van Hamersveld—Coolhaus Studio: 50 Years of Graphic Design. En 2014 realizó portadas para álbumes de Asher Roth y The Gaslight Anthem.
En abril de 2018 Van Hamersveld completó un mural en El Segundo, California: "El segundo es el lugar donde comenzó mi carrera como surfista y artista", declaró a Los Angeles Times.